# Вултуру де Сус (Вранча)
Вултуру де Сус (рум. Vulturu de Sus) насеље је у Румунији у округу Вранча. Oпштина се налази на надморској висини од 20 m.

## Становништво
Према подацима из 2011. године у насељу је живело 8549 становника.